# Ferberyt
Ferberyt – rzadki minerał z gromady wolframianów. 
Nazwa upamiętnia niemieckiego mineraloga amatora M.R. Ferbera (1805-1875).

## Właściwości
Ferberyt jest kruchym i nieprzezroczystym minerałem o czarnej lub szaroczarnej barwie. Krystalizuje w układzie jednoskośnym. Posiada kryształy o pokroju słupkowym, tabliczkowy, listewkowym, czasami igiełkowym; silnie zbrużdżone. Spotykany jako kryształy bliźniacze. Występuje w skupieniach zbitych, ziarnistych i masywnych. Jest dość ciężkim minerałem, gdyż waży ok. siedem razy więcej niż taka sama ilość wody w temperaturze pokojowej. Jest średnio twardy (4,5-5 w skali Mohsa). Nie poddaje się działaniu kwasów i jest trudnotopliwy. Jest odmianą wolframitu, zawierającą w sobie najwięcej żelaza. Razem z wolframitem i hübnerytem tworzy szereg izomorficzny ferberyt- hübneryt. Częstymi zanieczyszczeniami w strukturze są niob, tantal, skand i cyna.

## Występowanie
Występuje w żyłach hydrotermalnych i pneumatolitycznych oraz w złożach cyny. Spotykany także w grejzenach, żyłach kruszcowych, osadach aluwialnych, granitach i pegmatytach. Towarzyszą mu wolframit, szerlit, beryl, zinnwaldyt, syderyt, muskowit, piryt, kalcyt, markasyt, turmalin, kwarc, fluoryt, apatyt, arsenopiryt, szelit, topaz, molibdenit i kasyteryt. 

## Miejsce występowania
Występuje na pograniczu Niemiec i Czech, w górach Rudawach; także w USA (Kolorado, Arizona, Kalifornia), Boliwii, Peru, Australii, Chinach, we Francji, Hiszpanii, Anglii, Portugalii oraz na Grenlandii. W Polsce spotykany w Karkonoszach (Szklarska Poręba-Huta, Śnieżka, Karpacz), i na Pogórzu Izerskim (Krobica i Kamień k. Mirska).

## Zastosowanie
- ruda wolframu;
- poszukiwany i atrakcyjny kamień kolekcjonerski[2];
- produkcja włókien w żarówkach (przemysł elektryczny)[3];
- produkcja specjalnych stopów metali (przemysł metalurgiczny)[3];